# Sallisaw (Oklahoma)
Sallisaw település az Amerikai Egyesült Államok Oklahoma államában, Sequoyah megyében, melynek megyeszékhelye is. Lakosainak száma 8510 fő (2020. április 1.).

## Népesség
A település népességének változása:

| 2010 | 8 880 |
| 2020 | 8 510 |